# Практическая магия (фильм)
«Практическая магия» (англ. Practical Magic) — американское романтическое фэнтези, основанное на романе 1995 года «Практическая магия» Элис Хоффман. Режиссёром фильма выступил Гриффин Данн, в главных ролях снялись Сандра Буллок, Николь Кидман, Дайан Уист, Стокард Чэннинг, Эйдан Куинн и Горан Вишнич.
Буллок и Кидман играют сестёр Салли и Джиллиан Оуэнс, которые происходят из древнего рода ведьм. Воспитанные своими тетями после смерти родителей из-за семейного проклятия, сестры обучались использованию практической магии, когда росли. Став взрослыми, Салли и Джиллиан должны использовать свою магию, чтобы уничтожить злого духа жестокого парня Джиллиан, прежде чем он убьёт их.
Фильм вышел в прокат 16 октября 1998 года. Фильм собрал 68,3 миллиона долларов по всему миру при бюджете в 75 миллионов долларов. После первоначального выпуска фильм получил смешанные отзывы критиков, которые посчитали сочетание в фильме разных жанров, включая сверхъестественное фэнтези, драму о домашнем насилии, романтическую комедию и криминальный процесс, резким. С тех пор он приобрёл культовую популярность благодаря своему актёрскому составу, саундтреку и феминистским темам. Продолжение под предварительным названием «Практическая магия 2» запланировано на 18 сентября 2026 года.

## Сюжет
Салли и Джиллиан принадлежат к колдовскому роду Оуэнс. Женщины этой семьи из поколения в поколение наследуют не только дар творить волшебство из смеси лягушачьих лапок и крыльев летучих мышей, но и перенимают родовое проклятие — все их любовные романы всегда заканчиваются трагически для избранного мужчины. В семейство Оуэнс, кроме Салли и Джиллиан, входят две их эксцентричных тётушки Фрэнсис и Бриджет, а также две подрастающие дочки Салли, родившиеся от её короткого замужества, которое, как и предполагалось, закончилось скоропостижной смертью её мужа.
Ещё в детстве Салли поклялась не влюбляться, дабы не навлекать беду на любимых, и для этого загадала желание влюбиться в мужчину, который появится задом наперёд на белой лошади, будет уметь печь блинчики в форме кактуса в воздухе и его глаза будут разного цвета (зелёного и голубого). Позже она встретит такого человека, и проклятие с неё будет снято.
В то же время Джиллиан выросла легкомысленной девушкой, меняющей ухажёров ещё до того, как о них проведают высшие силы и накажут согласно установленному проклятию. Однажды она встречает красивого болгарина по имени Джимми Ангелов и уезжает с ним путешествовать. Их бурный роман заканчивается тем, что Ангелов начинает избивать Джиллиан, она в страхе звонит Салли и просит о помощи. Салли приезжает в мотель, где остановилась сестра, они пытаются уехать домой, но в машине на них нападает пьяный Джимми. Салли тайком подсыпает в бутылку с его алкоголем беладонну, Джимми выпивает её и теряет сознание. Однако отравы оказалось слишком много, и Джимми умирает. Сёстры решают воскресить его с помощью запретного волшебства (прежде их тётки отказались использовать это заклятие на погибшем муже Салли из боязни, что он вернётся в злом обличии). Опасения были подтверждены, Ангелов вернулся к жизни ещё более агрессивным и злобным, и Салли ничего не остаётся, кроме как убить его второй раз, теперь с помощью сковороды. Тело сёстры хоронят возле своего дома. Позже, следующим вечером, девушки вместе со своими тетками, весело выпивают на кухне, но Джиллиан и Салли в шоке узнают бутылку текилы, принадлежавшую Джимми. Ведьмы понимают, что Ангелов все ещё преследует их.
Фрэнсис и Бриджет решают ненадолго уехать, чтобы научить их справляться с магией, дочерям Салли они оставляют талисманы, оберегающие от зла. Наутро на месте захоронения Джимми расцветает куст красных роз, а дух неудавшегося кавалера бродит по саду, и видят его только дочери Салли.
Тем временем возле дома Оуэнсов появляется детектив Гэрри Халлет, расследующий исчезновение Ангелова. И Гэрри оказывается именно тем мужчиной, которого загадала Салли в детстве. Между ним и Салли вспыхивает роман, однако вскоре Гэрри узнаёт обо всём и уезжает из города.
Дух Ангелова продолжает преследовать сестёр и в результате вселяется в Джиллиан. Салли и тёти зовут на помощь городских женщин, раньше с неприязнью относившихся к семейству Оуэнс, из-за того, что те ведьмы, но они откликаются, так как на самом деле всегда сами мечтали быть ведьмами. В результате финального обряда[уточнить] дух Ангелова изгоняется.
Гэрри присылает письмо, в котором Салли находит официальные бумаги о закрытии дела о пропаже Ангелова; спустя некоторое время к ней возвращается и сам Гэрри.
В финале видно, что горожане побороли страх перед эксцентричной семейкой: на Хэллоуин Оуэнсы, одетые в чёрные мантии, конусообразные шляпы и красно-белые полосатые гольфы, прыгают к своим гостям с крыши своего дома на зонтах и веселятся.

## В ролях
- Сандра Буллок — Салли Оуэнс

- Камилла Белль — Салли в 11 лет

- Николь Кидман — Джиллиан Оуэнс

- Линда Беннетт — Джиллиан в 10 лет

- Горан Вишнич — Джимми Ангелов
- Стокард Чэннинг — тётя Фрэнсис Оуэнс
- Дайян Уист — тётя Бриджет «Джет» Оуэнс
- Эйдан Куинн — Гари Халлет
- Каприс Бенедетти — Мария Оуэнс
- Эван Рэйчел Вуд — Кайли Оуэнс
- Александра Артрип — Антония Оуэнс
- Марк Фойерстин — Майкл

## Саундтрек
1. «If You Ever Did Believe» в исполнении Stevie Nicks и Sheryl Crow.
2. «This Kiss» в исполнении Faith Hill.
3. «Got to Give It Up (Pt.1)» в исполнении Marvin Gaye.
4. «Is This Real?» в исполнении Lisa Hall.
5. «Black Eyed Dog» в исполнении Nick Drake.
6. «A Case of You» в исполнении Joni Mitchell.
7. «Nowhere and Everywhere» в исполнении Michelle Lewis.
8. «Always on My Mind» в исполнении Elvis Presley.
9. «Everywhere» в исполнении Bran Van 3000.
10. «Coconut» в исполнении Harry Nilsson.
11. «Crystal» в исполнении Stevie Nicks.
12. «Practical Magic». Композитор — Alan Silvestri.
13. «Amas Veritas». Композитор — Alan Silvestri.

## Съёмки
- Актёр Горан Вишнич до появления в роли Джимми Ангелова был известен только по участию в клипе Мадонны The Power of Good-Bye. Режиссёр приметил актёра в фильме «Добро пожаловать в Сараево» (1997 года).
- На вопрос, почему на роли двух сестёр были выбраны актрисы, столь разительно отличающиеся по внешности, режиссёр Гриффин Данн отвечал, что делал специальное исследование истории ведьм и установил, что ведьмы-сёстры никогда не были похожи друг на друга. Что интересно, дочери героини Сандры Буллок похожи на свою мать и тётю в детстве.
- Для съёмок картины был построен целый дом Оуэнсов: огромная декорация, полностью искусственная. После съёмок декорация была утилизирована.
- Сандра Буллок утверждает, что во время съёмок сцены домашнего шабаша все четыре актрисы и правда напились — пили принесённую Кидман текилу.
- Съёмки фильма проходили со 2 февраля по 9 мая 1998 года в штате Вашингтон, в окрестностях островов Сан-Хуан и Уидби, а также города Купвилл.
- После негативных отзывов на тест-показах музыка композитора Майкла Наймана была отвергнута создателями в последнюю минуту. В отзывах говорилось, что музыка звучит слишком по-европейски. Тогда музыку заменили композициями Алана Сильвестри, хотя саундтрек уже был издан. В результате самые первые версии альбомов поступили в продажу с двумя композициями Наймана, которые позже были переизданы с сюитами Сильвестри под тем же серийным номером.

## Художественная ценность
Фильм вышел на экраны США в октябре 1998 года и не оправдал ожиданий студии, собрав меньше, чем было затрачено на производство картины. Более того, фильм был весьма прохладно принят кинокритиками.
Однако актрисе Стокард Чэннинг удалось получить приз Blockbuster Entertainment Awards за исполнение тёти Фрэнсис в номинации «лучшая второстепенная роль в драме/комедии».

## Телесериал
Пилотный эпизод шоу, написанный по мотивам сценария фильма, под названием «Садбэри» (Sudbaury — название реальных городов. расположенных в Америке, Канаде и Великобритании) был снят компанией CBS в 2003 году. Главные роли сыграли Ким Делани, Джери Райан, Кэт Деннингс, Гейдж Голайтли, Дикси Картер, Ширли Найт и Исая Моралес. Исполнительным продюсером выступила Сандра Буллок. Однако проект не заинтересовал ни одну компанию и был закрыт.

## Продолжение
10 июня 2024 года студия Warner Bros. Pictures объявила, что в разработке находится продолжение фильма, сценарий к которому написал Акива Голдсман. Сандра Буллок и Николь Кидман вели переговоры о том, чтобы вернуться к своим ролям и спродюсировать фильм с Дениз Ди Нови. 13 июня 2024 года Кидман подтвердила, что она вернётся вместе с Баллок.
В июле Ди Нови заявил, что сиквел основан на продолжении романа «Книга магии», также написанного Элис Хоффман. Ди Нови также заявил, что команда надеется снять фильм в 2025 году. В январе 2025 года Сюзанна Бир вела переговоры о том, чтобы стать режиссёром фильма. Бир была утверждена в мае 2025 года, а Джоуи Кинг вела переговоры о том, чтобы присоединиться к фильму. В июле Кинг получила роль в фильме вместе с Шоло Маридуэной, Мэйси Уильямс, Ли Пейсом и Солли Маклаудом.
Съёмки фильма начались в июле 2025 года на студии Warner Bros. Studios Leavesden в Англии.
Премьера фильма запланирована на 18 сентября 2026 года.